# 加利福尼亚海岸山脉
加利福尼亚州海岸山脉（英語：California Coast Ranges）长400英里（640），从德尔诺特县、洪堡縣向南绵延至聖巴巴拉縣。加利福尼亚州的其他三条山脉则分别为橫向山脉、半岛山脉和克拉马斯山脉。